# Смілка напівконічна
Смілка напівконічна (Silene subconica) — вид квіткових рослин родини гвоздикових (Caryophyllaceae).

## Біоморфологічна характеристика
Це однорічна рослина 15–30 см заввишки, запушена густо. Листки ланцетні, нижні — в розетці, що швидко засихає. Квітки нечисленні. Чашечка трубчасто-конічна, 10–17 мм завдовжки. Пелюстки рожеві чи червонуваті, майже в 1.5 раза довші за чашолистки. Коробочки грушоподібні. Відрізняється від S. conica виразною залозистістю, принаймні зверху

## Поширення
Росте у Туреччині й на півдні Європи (Італія, Албанія, Хорватія, Македонія, Греція, Болгарія, Румунія, Україна).
В Україні вид росте на сухих схилах, на пісках, бур'ян — у Степу, Криму, нерідко.